# Moreno Mannini
Moreno Mannini né le 15 août 1962 à Imola (dans la province de Bologne) est un footballeur italien. Il jouait au poste de défenseur et a passé l'essentiel de sa carrière à la Sampdoria.

## Carrière en équipe d'Italie
Moreno Mannini fait ses débuts le 19 février 1992 avec l'équipe d'Italie à l'âge de 29 ans au cours d'un match amical contre Saint-Marin. C'est Arrigo Sacchi qui lui donne sa chance. Il va être appelé très régulièrement pendant un peu plus d'un an en accumulant en tout dix sélections. Il connait sa dernière sélection le 1er mai 1993 au cours d'une défaite 1-0 en Suisse lors des éliminatoires de la coupe du monde 1994.

## Palmarès
- Equipe d'Italie
  - 10 sélections et 0 but avec en 1992 et 1993.

- Sampdoria
  - Vainqueur de la Serie A en 1991.
  - Vainqueur de la coupe d'Italie en 1985, 1988, 1989 et 1994.
  - Vainqueur de la supercoupe d'Italie en 1991.
  - Finaliste de la supercoupe d'Italie en 1988, 1989 et 1994.
  - Vainqueur de la coupe des vainqueurs de coupe en 1990.
  - Finaliste de la coupe des vainqueurs de coupe en 1989.
  - Finaliste de la ligue des champions en 1992.
  - Finaliste de la supercoupe d'Europe en 1990.